# کفش (داستان)
کفش داستان علمی-تخیلی کوتاهی به نوشته رابرت شکلی است.
داستان در مورد فردی است که در یک مغازه دست دوم فروشی یک جفت کفش هوشمند پیدا می‌کند.
کفش قابلیت سخن گفتن از طریق ارتشاعات ایجاد شده در کف پا را با او دارد و با به مدارهای الکترونیکی همدردی که دارد سعی می‌کند زندگی او را بهبود ببخشد.